# Moluckkungspapegoja
Moluckkungspapegoja (Alisterus amboinensis) är en fågel i familjen östpapegojor inom ordningen papegojfåglar.

## Utseende och läte
Moluckkungspapegojan är en slank och långstjärtad papegoja med färgglad fjäderdräkt. Den har rött på huvud och undersida, blåaktig på stjärten, blått på ryggen och gröna eller blåaktiga vingar beroende på underart. Arten liknar grönvingad kungspapegoja som den överlappar något i utbredning med, men moluckkungspapegoja saknar hanens ljusgröna band på skuldran och honans gröna huvud. Den är även något lik tjatterlorin, men moluckkungspapegoja har blå snarare än röd rygg samt längre stjärt. Bland lätena hörs ljusa, stigande pip och hårda grälande ljud.

## Utbredning och systematik
Moluckkungspapegoja delas in i sex underarter med följande utbredning:
- Alisterus amboinensis hypophonius – Halmahera (norra Moluckerna)
- Alisterus amboinensis sulaensis – Sulaöarna (Taliabu, Seho och Pulau Mangole)
- Alisterus amboinensis versicolor – Peleng (Banggaiöarna)
- Alisterus amboinensis buruensis – Buru (södra Moluckerna)
- Alisterus amboinensis amboinensis – södra Moluckerna (Boano, Ambon och Seram)
- Alisterus amboinensis dorsalis – Västpapua och nordvästra Nya Guinea

## Status och hot
Arten har ett stort utbredningsområde, men tros minska i antal, dock inte tillräckligt kraftigt för att den ska betraktas som hotad. Internationella naturvårdsunionen IUCN listar arten som livskraftig (LC).

## Namn
Fågelns vetenskapliga artnamn syftar på ön Ambon.

## Bildgalleri

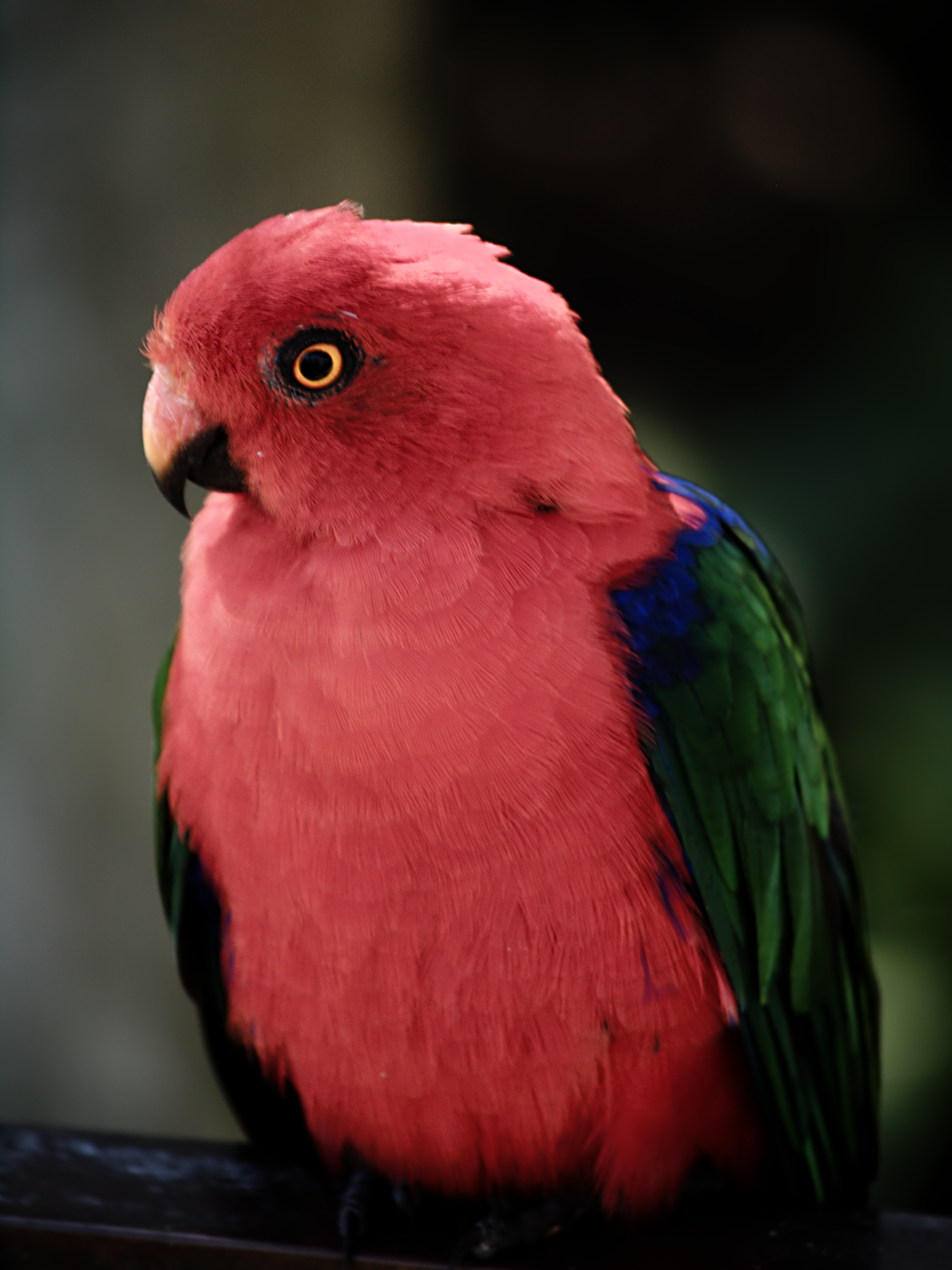
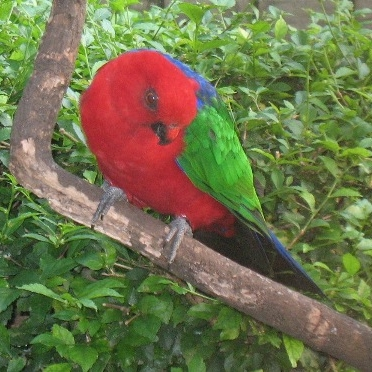
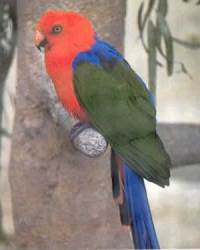